# Ilhas Hanish

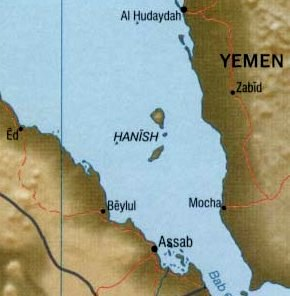
Localização das ilhas Hanish

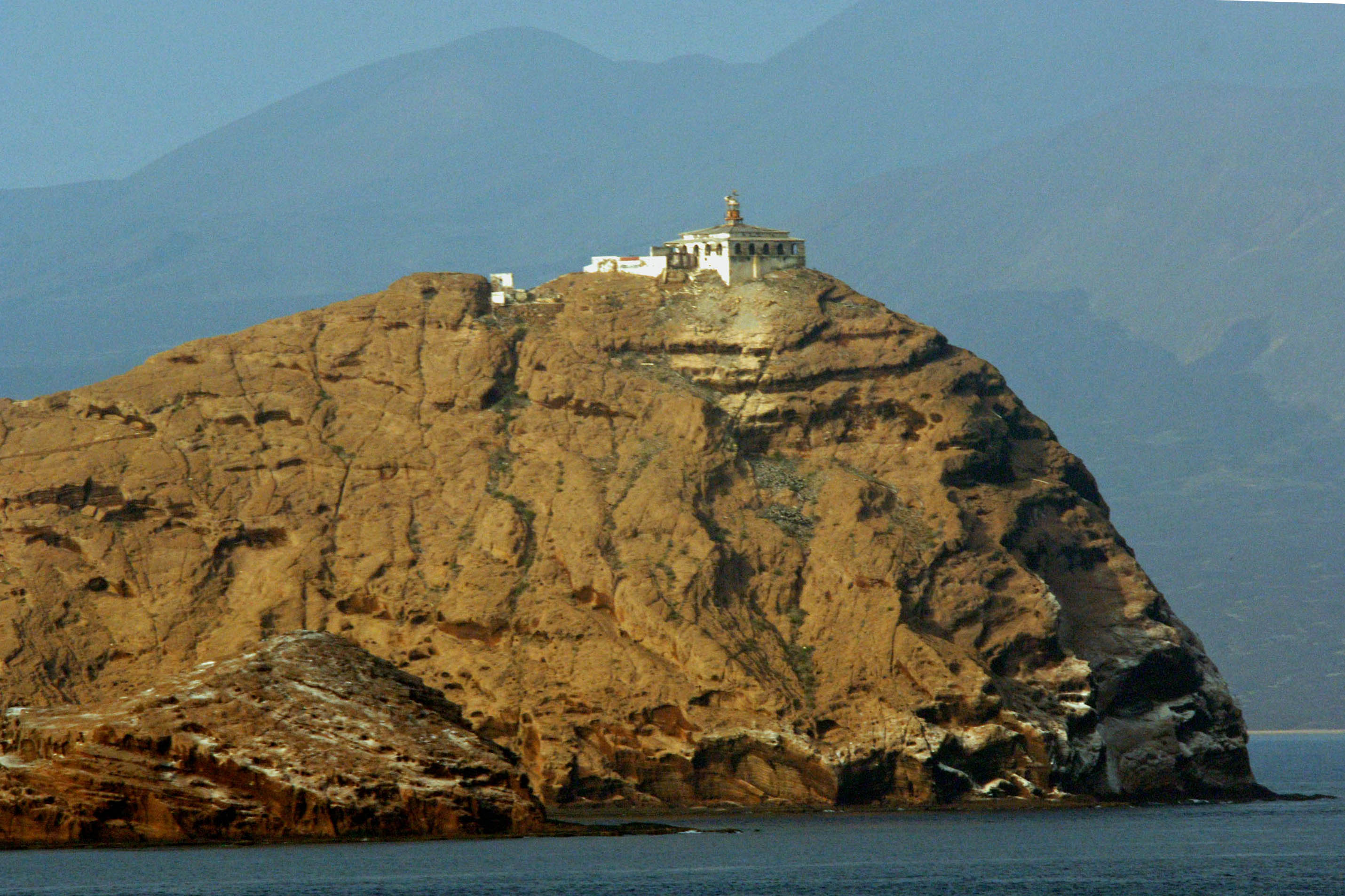
Farol construído pelos franceses nas ilhas Hanish

As Ilhas Hanish formam um arquipélago no Mar Vermelho. A maior parte da sua área pertence ao Iémen, mas antes de 1998-1999 a Eritreia reclamava a sua possessão. Após um longo processo de avaliação da petição da Eritreia, sob o comando de Abdul-Karim Aleryani, o Iémen garantiu-se como o possessor do arquipélago. Em contrapartida, a Eritreia recebeu as ilhas periféricas a sudoeste das ilhas principais.
As ilhas Hanish foram reclamadas pelo Império Otomano, reclamação abandonada pela Turquia em 1923. A partir daí, foram administradas pelo Império Colonial Italiano da Eritreia até 1941. Em 1941, após a rendição das forças coloniais italianas, o Exército Britânico estabeleceu a Eritreia como um protetorado. Ao longo da década de 1970, a Etiópia (que tinha anexado a Eritreia) e o Iémen reclamaram as ilhas. O interesse etíope nas ilhas provinha do facto de grupos que lutavam pela independência da Eritreia usarem as ilhas Hanish e a vizinha ilha Zuqar como base para atacarem os interesses militares etíopes.
Em 1991 a Eritreia retomou a sua independência, e em 1995 tentou exercer a sua soberania sobre o arquipélago. Isto despoletou o conflito das Ilhas Hanish, que eventualmente levou a um breve confronto entre a Eritreia e o Iémen. No total, entre 3 e 12 eritreus e entre 4 e 15 iemenitas morreram no conflito.